# Aeroportul Lake Manyara
Aeroportul Lake Manyara (IATA: LKY, ICAO: HTLM) este un aeroport din Regiunea Arusha, Tanzania ce deservește zona Hifadhi ya Ziwa Manyara⁠(d). Aeroportul a fost tranzitat în decembrie 2017 de 2.525 de pasageri.
Situat la o altitudine de 1.265 m, aeroportul dispune de o singură pistă. Este operat de Tanzania Airports Authority⁠(d).